# Hummelhaus (Weimar)

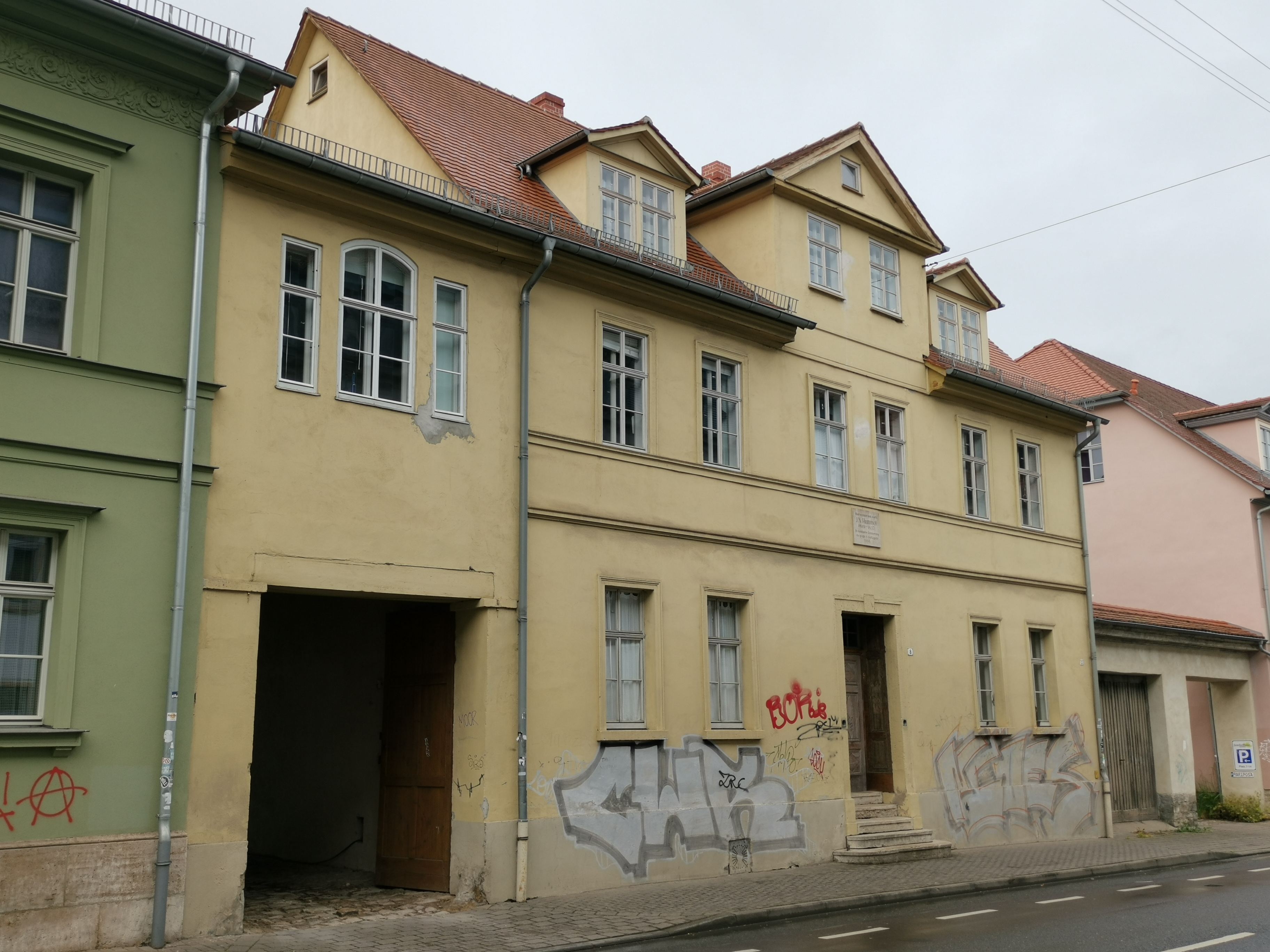
Wohnhaus von Johann Nepomuk Hummel

In der  Marienstraße 8 in Weimar steht das Wohnhaus von Johann Nepomuk Hummel, das deshalb Hummelhaus genannt wird. Eine Gedenktafel ist dort angebracht.
Dieses Gebäude für den Klaviervirtuosen Hummel wurde ebenso wie das Nachbarhaus 4–6, von Clemens Wenzeslaus Coudray 1819 im klassizistischen Stil errichtet. Pläne für diese Gebäude haben sich nicht erhalten, aber durch die Ähnlichkeit zu anderen Bauten, die über die Oberbaubehörde errichtet wurden, besteht an der Autorschaft Coudrays kein Zweifel.
Das Gebäude steht auf der Liste der Kulturdenkmale in Weimar (Einzeldenkmale).